# Kattögeltjärnen, Jämtland
Kattögeltjärnen är en sjö i Strömsunds kommun i Jämtland och ingår i Ångermanälvens huvudavrinningsområde. Kattögeltjärnen ligger naturreservatet Kattögeltjärnen i Kattögeltjärnen Natura 2000-område.